# Sardy-lès-Épiry
Sardy-lès-Épiry ist eine französische Gemeinde mit 113 Einwohnern (Stand: 1. Januar 2022) im Département Nièvre in der Region Bourgogne-Franche-Comté. Sie gehört zum Arrondissement Clamecy und zum Kanton Corbigny.

## Geographie
Sardy-lès-Épiry liegt etwa 60 Kilometer südsüdöstlich von Auxerre am Canal du Nivernais und an der Yonne, die die Gemeinde im Osten begrenzt. Umgeben wird Sardy-lès-Épiry von den Nachbargemeinden von Corbigny im Norden, Cervon im Nordosten, Mouron-sur-Yonne im Osten, Epiry im Südosten, Aunay-en-Bazois im Süden, Achun im Südwesten, La Collancelle im Westen sowie Pazy im Nordwesten.

## Bevölkerungsentwicklung
| Jahr                       | 1962 | 1968 | 1975 | 1982 | 1990 | 1999 | 2006 | 2011 | 2018 |
| -------------------------- | ---- | ---- | ---- | ---- | ---- | ---- | ---- | ---- | ---- |
| Einwohner                  | 208  | 211  | 196  | 163  | 136  | 146  | 148  | 142  | 111  |
| Quellen: Cassini und INSEE |      |      |      |      |      |      |      |      |      |

## Sehenswürdigkeiten
- Kirche Saint-Pierre-aux-Liens, 1851 wieder errichtet
- Kapelle Saint-Elymond aus dem 15. Jahrhundert
- Burg Marcilly, seit 1996 Monument historique
- Schleusen

## Persönlichkeiten
- Jean Maitron (1910–1987), Historiker und Marxist